# Bois-l'Évêque
Bois-l'Évêque és un municipi francès situat al departament del Sena Marítim i a la regió de Normandia. L'any 2007 tenia 494 habitants.

## Demografia

### Població
El 2007 la població de fet de Bois-l'Évêque era de 494 persones. Hi havia 158 famílies de les quals 16 eren unipersonals (8 homes vivint sols i 8 dones vivint soles), 67 parelles sense fills i 75 parelles amb fills.
La població ha evolucionat segons el següent gràfic:
Habitants censats

### Habitatges
El 2007 hi havia 166 habitatges, 163 eren l'habitatge principal de la família i 3 estaven desocupats. 165 eren cases i 1 era un apartament. Dels 163 habitatges principals, 149 estaven ocupats pels seus propietaris, 13 estaven llogats i ocupats pels llogaters i 2 estaven cedits a títol gratuït; 2 tenien dues cambres, 10 en tenien tres, 41 en tenien quatre i 110 en tenien cinc o més. 141 habitatges disposaven pel capbaix d'una plaça de pàrquing. A 52 habitatges hi havia un automòbil i a 105 n'hi havia dos o més.

### Piràmide de població
La piràmide de població per edats i sexe el 2009 era:
| Homes | Edats   | Dones |
| ----- | ------- | ----- |
| 0     | 95 o +  | 4     |
| 0     | 90 a 94 | 16    |
| 8     | 85 a 89 | 4     |
| 4     | 80 a 84 | 0     |
| 8     | 75 a 79 | 4     |
| 16    | 70 a 74 | 8     |
| 4     | 65 a 69 | 16    |
| 8     | 60 a 64 | 4     |
| 12    | 55 a 59 | 0     |
| 28    | 50 a 54 | 24    |
| 8     | 45 a 49 | 12    |
| 20    | 40 a 44 | 12    |
| 12    | 35 a 39 | 20    |
| 4     | 30 a 34 | 4     |
| 8     | 25 a 29 | 4     |
| 8     | 20 a 24 | 16    |
| 8     | 15 a 19 | 8     |
| 12    | 10 a 14 | 16    |
| 0     | 5 a 9   | 0     |
| 8     | 0 a 4   | 8     |

## Economia
El 2007 la població en edat de treballar era de 273 persones, 225 eren actives i 48 eren inactives. De les 225 persones actives 219 estaven ocupades (111 homes i 108 dones) i 6 estaven aturades (3 homes i 3 dones). De les 48 persones inactives 24 estaven jubilades, 17 estaven estudiant i 7 estaven classificades com a «altres inactius».

### Ingressos
El 2009 a Bois-l'Évêque hi havia 155 unitats fiscals que integraven 444,5 persones, la mediana anual d'ingressos fiscals per persona era de 22.834 €.

### Activitats econòmiques
Dels 13 establiments que hi havia el 2007, 1 era d'una empresa de construcció, 1 d'una empresa de comerç i reparació d'automòbils, 2 d'empreses de transport, 1 d'una empresa d'hostatgeria i restauració, 1 d'una empresa d'informació i comunicació, 1 d'una empresa immobiliària, 5 d'empreses de serveis i 1 d'una empresa classificada com a «altres activitats de serveis».
L'únic servei als particulars que hi havia el 2009 era un paleta.
L'únic establiment comercial que hi havia el 2009 era una botiga de material esportiu.
L'any 2000 a Bois-l'Évêque hi havia 6 explotacions agrícoles que ocupaven un total de 396 hectàrees.

## Equipaments sanitaris i escolars
El 2009 hi havia una escola elemental integrada dins d'un grup escolar amb les comunes properes formant una escola dispersa.

## Poblacions més properes
El següent diagrama mostra les poblacions més properes.